# Syjonizm rewizjonistyczny

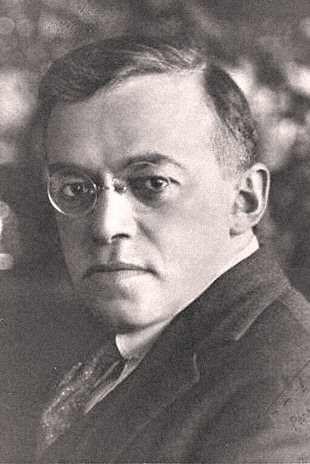
Ze’ew Żabotyński

Syjonizm rewizjonistyczny (hebr. ציונות רוויזיוניסטית) – nurt w ramach ruchu syjonistycznego, którego twórcą był Ze’ew Żabotyński. Światopogląd ruchu miał stanowić alternatywę dla syjonizmu, sposobów działania, działań dyplomatycznych i idei prezentowanych przez Dawida Ben Guriona i Chaima Weizmana.
Instytucjonalizacja nurtu miała miejsce w 1925 roku, kiedy Żabotyński stworzył Unię Syjonistów Rewizjonistów, która miała być stronnictwem politycznym i reprezentacją rewizjonistów w ramach Światowej Organizacji Syjonistycznej (ŚOS). Głównym celem ruchu było utworzenie państwa żydowskiego z własną armią w ramach całego Mandatu Palestyny, po obu brzegach Jordanu. W 1931 roku Światowa Organizacja Syjonistyczna nie zaakceptowała stanowiska Żabotyńskiego, iż głównym celem syjonizmu powinno być utworzenie niepodległego państwa żydowskiego w Palestynie, w związku z tym cztery lata później rewizjoniści utworzyli Nową Organizację Syjonistyczną (NOS). Miała ona niezależnie od ŚOS działać na rzecz niepodległego państwa dla Żydów. Żabotyński początkowo upatrywał szans na wsparcie w utworzeniu państwa w Wielkiej Brytanii, jednak od końca lat 30. XX wieku coraz więcej rewizjonistów traktować zaczęło Brytyjczyków jako okupantów, zaś podziemne organizacje paramilitarne rozpoczęły ataki na siły mandatowe w celu wyparcia ich z Palestyny. Największe poparcie dla rewizjonizmu wyrażali Żydzi z Europy Wschodniej, a w szczególności ci mieszkający w Rzeczypospolitej Polskiej.
Syjonizm rewizjonistyczny posiadał również swoją młodzieżówkę – utworzony w 1923 roku – Bejtar. Z rewizjonistami związane były także paramilitarne organizacje podziemne, działające w Palestynie, Irgun Cewai Leumi oraz Lechi.
Politycznym kontynuatorem rewizjonizmu w Izraelu był, utworzony w 1948 roku, Herut pod przywództwem Menachema Begina. Współcześnie partią, która uważa się za spadkobierczynię idei Żabotyńskiego jest Likud.

## Powstanie nurtu rewizjonistycznego

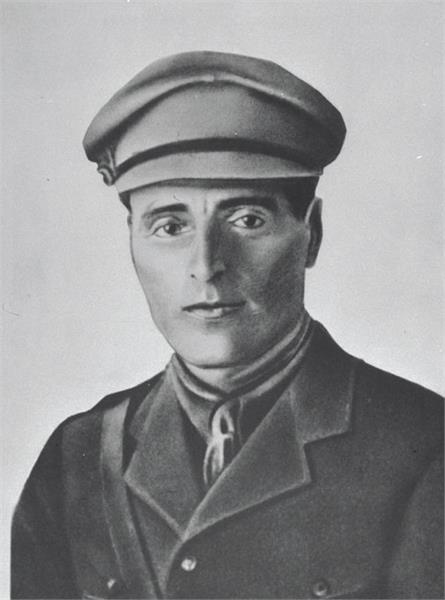
Josef Trumpeldor

Do początku XX wieku Żabotyński interesował się sprawami żydowskimi w Europie w sposób powierzchowny. Nie był też zbyt głęboko zakorzeniony w religii i tradycji żydowskiej. Jego matka zapewniła mu naukę hebrajskiego i starała się obchodzić święta żydowskie, ale sam Żabotyński zafascynowany był literaturą rosyjską czy włoską. Dopiero pogromy Żydów w Imperium Rosyjskim z lat 80. XIX wieku, a w szczególności te z lat 1904–1905 sprawiły, że Żabotyński zainteresował się syjonizmem i nacjonalizmem żydowskim. W 1903 roku został delegatem na VI Kongresie Syjonistycznym. Tam, jak sam później pisał, duże wrażenie wywarł na nim Theodor Herzl, autor Państwa żydowskiego. Od tego czasu Żabotyński zaangażował się w działalność ruchu syjonistycznego. Sprzeciwiał się pomysłowi utworzenia państwa żydowskiego w Ugandzie. Twierdził, że jedynie w Palestynie może dojść do odrodzenia się Żydów i tylko tam mogą oni utworzyć swoje niepodległe państwo. W trakcie pierwszej wojny światowej Żabotyński służył w Legionie Żydowskim, gdzie poznał Josefa Trumpeldora. Wtedy też rozwinął pogląd na to, iż Żydzi zasługują na własne siły zbrojne. Według niego samoobrona, militaryzm i przeszkolenia wojskowe były niezbędnymi elementami w kształtowaniu „nowego Żyda”. Coraz powszechniejsze wystąpienia antysemickie w Europie przekonywały go do pomysłu samozorganizowania się Żydów w organizacje zapewniające ochronę. Dodawał, że żadne żydowskie siły zbrojne nie zaognią stosunków arabsko-żydowskich w Jiszuwie, jedynie przyczynią się do ochrony kibuców i moszawów. Uważał, że siły zbrojne były historyczną potrzebą Żydów. Zresztą w 1936 roku Josef Schechtman i inni rewizjoniści uważali, że dzięki Legionowi Żydowskiemu udało się Brytyjczykom zdobyć Palestynę.
W 1920 roku, kiedy Żabotyński dowodził lokalną jednostką Hagany w Jerozolimie, był też świadkiem pierwszych ataków społeczności arabskiej na Żydów. W ich trakcie został też aresztowany i skazany na 15 lat pozbawienia wolności. Kiedy do Palestyny przybył jej pierwszy wysoki komisarz – Herbert Samuel, to ogłosił on amnestię dla Żabotyńskiego i innych Żydów z nim skazanych za udział w zamieszkach. Między innymi właśnie kwestia samoobrony i żydowskich sił zbrojnych poróżniła Żabotyńskiego z Ben Gurionem i Weizmanem.

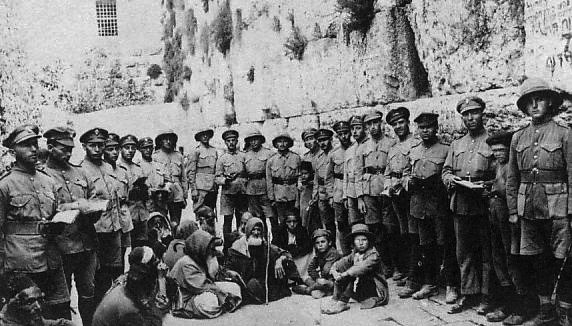
Żołnierze Legionu Żydowskiego pod Ścianą Płaczu w 1917 roku

Innym elementem, który dzielił go z syjonistyczną egzekutywą, był kurs polityki syjonistów wobec Palestyny. Żabotyński oskarżył Weizmana i Ben Guriona o uległość wobec Brytyjczyków. Dodatkowo działacze mieli skupiać się głównie na selekcji pionierów żydowskich, którzy mieli się trudnić pracą na roli w kibucach i moszawach. Przywództwo syjonistyczne nie było zainteresowane grupami, które nie chciały podjąć pracy fizycznej. Żabotyński uważał, że należy zapełnić Mandat Palestyny jak największą liczbą Żydów, w możliwie jak najkrótszym czasie. Według niego przyszłe państwo żydowskie wymagało także rozwiniętych i uprzemysłowionych ośrodków miejskich z klasą średnią. Stanowisko to wynikało z niechęci Żabotyńskiego do łączenia syjonizmu z innymi ideologiami, które miały rozmywać jego główny cel. W szczególności niechętny był socjalizmowi i walce klas.
W 1921 roku Żabotyński został członkiem syjonistycznej egzekutywy. Jednak po dwóch latach wystąpił z niej, ponieważ chciał w ten sposób wyrazić sprzeciw wobec Weizmana. Uznał, że jego polityka jest uległa i minimalistyczna, co zmusiło go do działalności na rzecz odnowy ducha syjonizmu i zrewidowania jego dotychczasowego kursu. Żabotyński stwierdził, że Żydzi i Brytyjczycy mają wspólne interesy na Bliskim Wschodzie, co powinno ułatwić wymuszenie na Brytyjczykach wywiązania się z deklaracji Balfoura, która mówiła, że rząd brytyjski będzie tak kierował Mandatem Palestyny, aby móc utworzyć w nim narodową siedzibę Żydów. Chciał również wyciągnąć ruch syjonistyczny z impasu, w którym się znalazł i zaktywizować go.

## Postulaty i ideologia rewizjonizmu

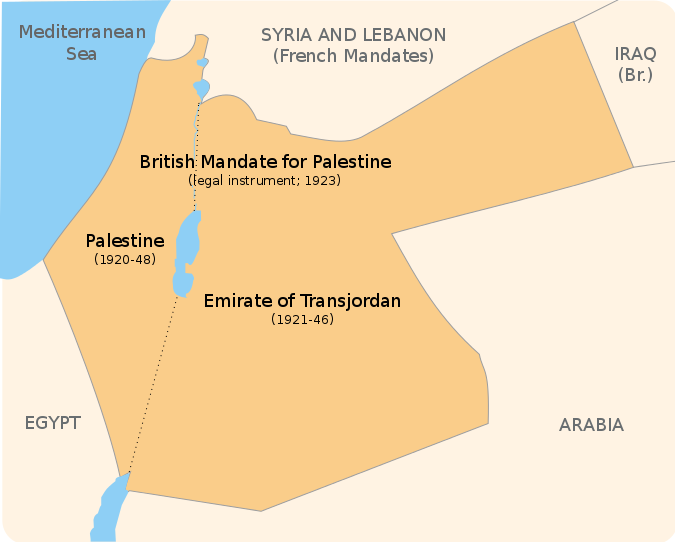
Rewizjonizm postulował m.in. utworzenie państwa żydowskiego w ramach całego Mandatu Palestyny, na zachodnim i wschodnim brzegu Jordanu.

### Kwestie terytorium
Rewizjoniści byli tak zwanymi maksymalistami terytorialnymi – ich zdaniem niepodległe państwo żydowskie powinno obejmować tereny po obu brzegach rzeki Jordan, czyli nie tylko w Palestynie, a także na terenie Transjordanii. W taki sposób odczytywali zapis w deklaracji Balfoura mówiący o utworzeniu narodowej siedziby Żydów w Palestynie. W latach 20. XX wieku Żabotyński pisał, że głównym celem syjonizmu powinno być stworzenie państwa, po pierwsze w Palestynie, a pod drugie w przedstawianych przez niego granicach. W powiązanej z rewizjonizmem „Jerozolimie Wyzwolonej” pojawiły się artykuły uzasadniające ten pomysł przez pryzmat absorpcji imigrantów, ekonomii, gospodarki i bezpieczeństwa. Według autora tekstów podział na Palestynę i Transjordanię był podziałem sztucznym i ahistorycznym. Tereny te zostały przyznane Żydom przez Boga jako Erec Jisra’el, a pod władzą brytyjską stały się obszarem grasowania band arabskich. W gazecie pojawiły się argumenty o tym, iż są to żyzne tereny, które mogą przyjąć żydowską imigrację i pozwolą na jej rozwój rolniczy i przemysłowy. Rewizjoniści akceptowali jedynie Palestynę jako miejsce przyszłego państwa. Nie uznawali żadnej alternatywnej propozycji terytorialnej. Argumentowano, iż Arabowie mają wiele innych terenów i państw do zamieszkania. Problemy ekonomiczne Europy po I wojnie światowej sprawiły, że rewizjoniści prezentowali Palestynę, jej zasoby i możliwości, jako alternatywę do życia i rozwoju gospodarczego.

Plakat przeciwko postanowieniom Komisji Peela wydrukowany w Drohobyczu (1937)

Rewizjoniści odrzucili postanowienia białej księgi Churchilla (1922), białej księgi Passfielda (1930), komisji Shawa (1930), Królewskiej Komisji ds. Palestyny pod kierownictwem Roberta Peela (1937) i białej księgi z 1939 roku. Pierwsza przyznawała Żydom prawo do własnego państwa, ale nie w granicach całego mandatu. Drugi dokument ograniczał liczbę Żydów mogących przypłynąć do Palestyny i krytykował działania ŚOS i Agencji Żydowskiej, które uznane zostały za szkodliwe dla sytuacji w Palestynie. Komisja Shawa badała przyczyny rozruchów z 1929 roku. W zaleceniach sugerowano zrewidowanie polityki sprzedaży ziemi Agencji Żydowskiej. Z kolei komisja Peela uznała, że pokojowe egzystowanie Arabów i Żydów jest niemożliwe i należy rozdzielić między obie społeczności terytorium w celu utworzenia dwóch państw. Jej postanowienia nazwano stworzeniem „karykaturalnego państwa po obu stronach Jarkonu”. Biała księga z 1939 ograniczyła kolejny raz liczbę imigrantów żydowskich do 15 000 osób na rok. W 1938 roku, 21 lat po deklaracji Balfoura, rewizjoniści uznali, że obietnica Brytyjczyków była czysto taktyczna i miała na celu zyskać poparcie Żydów dla Wielkiej Brytanii. Zwiastowano, że to, co otrzymają w zamian Żydzi, będzie „filantropijną namiastką”, a nie krajem. Po opublikowaniu białej księgi w 1939 roku gazeta „Ha-Maszkif” opublikowała artykuł, w którym stwierdza, że na Wielkiej Brytanii nie można już więcej polegać, ponieważ narusza dane wcześniej obietnice, czyniąc z Żydów swoich wrogów. Z kolei Irgun wzniecił zamieszki w Mandacie Palestyny.

### Stosunek do społeczności arabskiej
Walter Laqueur podaje, że Żabotyński był świadom kwestii arabskiej w Palestynie i nie pomniejszał jej znaczenia. Podkreślał ich opozycję wobec ruchu syjonistycznego oraz osadnictwa żydowskiego w Palestynie. W swoich pismach lider rewizjonistów podkreślał równość Żydów i Arabów jednak zaznaczał, że gdy dojdzie do utworzenia niepodległego państwa żydowskiego, to Arabowie będą musieli się stać w nim mniejszością. Rewizjoniści uznawali utworzenie państwa za coś sprawiedliwego, z kolei arabską opozycję do tego czynu w momencie, kiedy Arabowie mieli wiele więcej państw do życia, uważano za nieuzasadnioną. Dlatego Żabotyński sprzeciwiał się roszczeniom arabskim. W pismach Żabotyńskiego można dostrzec pogląd, iż nie ma możliwości na pokojową egzystencją Żydów i Arabów w jednym państwie. Arabski nacjonalizm oraz syjonizm stały w sprzeczności do siebie, a w Palestynie nie było miejsca na dwa państwa. Jak sam pisał w artykule Iron Wall:

Każda tubylcza społeczność, cywilizowana lub nie, postrzega swoją ziemię za ojczyznę, na której jest jedynym panem i chce nim pozostać na zawsze; odrzucać ona będzie nie tylko nowych panów, ale także partnerów i współpracowników (...) oni czują tak samo zazdrosną miłość o Palestynę jak my

Naiwnością, według Żabotyńskiego, było przekonanie Weizmana czy Ben Guriona o tym, że można zawrzeć jakiekolwiek porozumienie z Arabami. Żydzi nie mogli w żaden sposób zrekompensować im straty Palestyny, dlatego przedsięwzięcie syjonistyczne musi rozwijać się pod żelaznym murem, którego opozycyjna strona nie przebije. Za tą koncepcją miał się kryć szereg zabiegów dyplomatycznych, a w ostateczności militarnych, które miałby chronić społeczność żydowską. Żabotyński odrzucał pomysł przymusowego wypędzenia Arabów z Palestyny, jednak twierdził, iż wspólne zamieszkiwanie jednego terytorium może dojść do skutku w momencie, kiedy Arabowie uświadomią sobie, że może się to odbyć jedynie pod żydowską dominacją.
Stosunek rewizjonistów do społeczności arabskiej zaostrzył się po wybuchu powstania arabskiego w 1936 roku. Uznano, że polityka brytyjska lat 30. XX wieku wobec Palestyny stała się proarabska, co doprowadziło do ich umocnienia. Ich ataki na kibuce pozostawały bezkarne. Siły arabskie nazwane zostały „terrorystycznymi”, a ich metody działania sprawiały, że otrzymywali więcej obietnic, a Żydom ograniczano dostęp do Palestyny. Rewizjoniści dostrzegali możliwość skorzystania na tych rozruchach przez III Rzeszę. Jak podaje Colin Shindler, pod koniec lat 30. XX wieku dochodziło do kontaktów niemieckich agentów z arabskimi działaczami politycznymi i religijnymi. Żabotyński w kwestii arabskiej krytykował żydowską lewicę, którą oskarżał o naiwność i paraliż wobec nacjonalizmu arabskiego. Uważał bowiem, że wyłącznie dominacja w kwestiach bezpieczeństwa i gospodarki może okiełznać ten nacjonalizm. Rewizjoniści postrzegali Arabów jako społeczność bierną, która nie jest w stanie zapewnić takiego rozwoju Palestynie, jaką mogą zaoferować Żydzi. W marcu 1939 roku „Trybuna Narodowa” informowała o arabskich groźbach w stronę mieszkańców Jiszuwu, jakoby mieli podzielić los Asyryjczyków w Iraku. Rewoltę arabską rewizjoniści opisywali tak:

Oni, Arabowie zamienili kraj w kocioł krwi, ognia i rabunku. Oni są mordercami i podpalaczami, oni organizują nieustający przestępczy teror w stosunku do pokojowej ludności żydowskiej. A przytem – oni Arabowie, są nietylko fizycznie, lecz i politycznie w ofenzywie. Nas Żydów morduje się, podpala się nasze mienie i teroryzuje się nas. A przytem – jesteśmy my Żydzi nietylko fizycznie, lecz i politycznie w defenzywie.

W rewizjonistycznej prasie, w szczególności w „Jerozolimie Wyzwolonej”, Arabów uważano za społeczność winną ograniczeń, jakie Brytyjczycy stosowali wobec Żydów. Mieli oni nakłaniać władze brytyjskie do uznania obietnic deklaracji Balfoura za wypełnione oraz uznania społeczności żydowskiej za mniejszość w Palestynie.

### Użycie siły i walka zbrojna
Żabotyński był zwolennikiem utworzenia żydowskich sił zbrojnych, które stanowiłyby element chroniący Jiszuw. Dodatkowo twierdził, że szkolenia wojskowe powinny być tak samo powszechne wśród Żydów jak zapalanie świec na szabat. Od końca I wojny światowej Żabotyński postulował odtworzenie Legionu Żydowskiego, którego był współzałożycielem w trakcie wojny. Wówczas Legion został wysłany do Palestyny, ale nie pełnił ważnej roli w działaniach zbrojnych. Było to jednak wydarzenie symboliczne. Chaim Weizmann podkreślał niezrównaną postawę przywódcy rewizjonistów w chęci stworzenia żydowskich sił zbrojnych. Żabotyński pokładał wielką nadzieję w szkoleniu wojskowym i dyscyplinie. Wierzył, że odmienią one naturę Żydów, którzy zatracili się w diasporze. Uważał, że jeśli militaryzmem nazywa się chęć obrony ojczyzny i narodu, to on czuje się dumny z tego powodu. Odrzucał pogląd, iż siły zbrojne Żydów sprowokowałyby ludność arabską w Palestynie, a wręcz przeciwnie, wyglądałoby to lepiej niż tysiące nieumundurowanych, przeszkolonych i zorganizowanych jak armia Żydów.

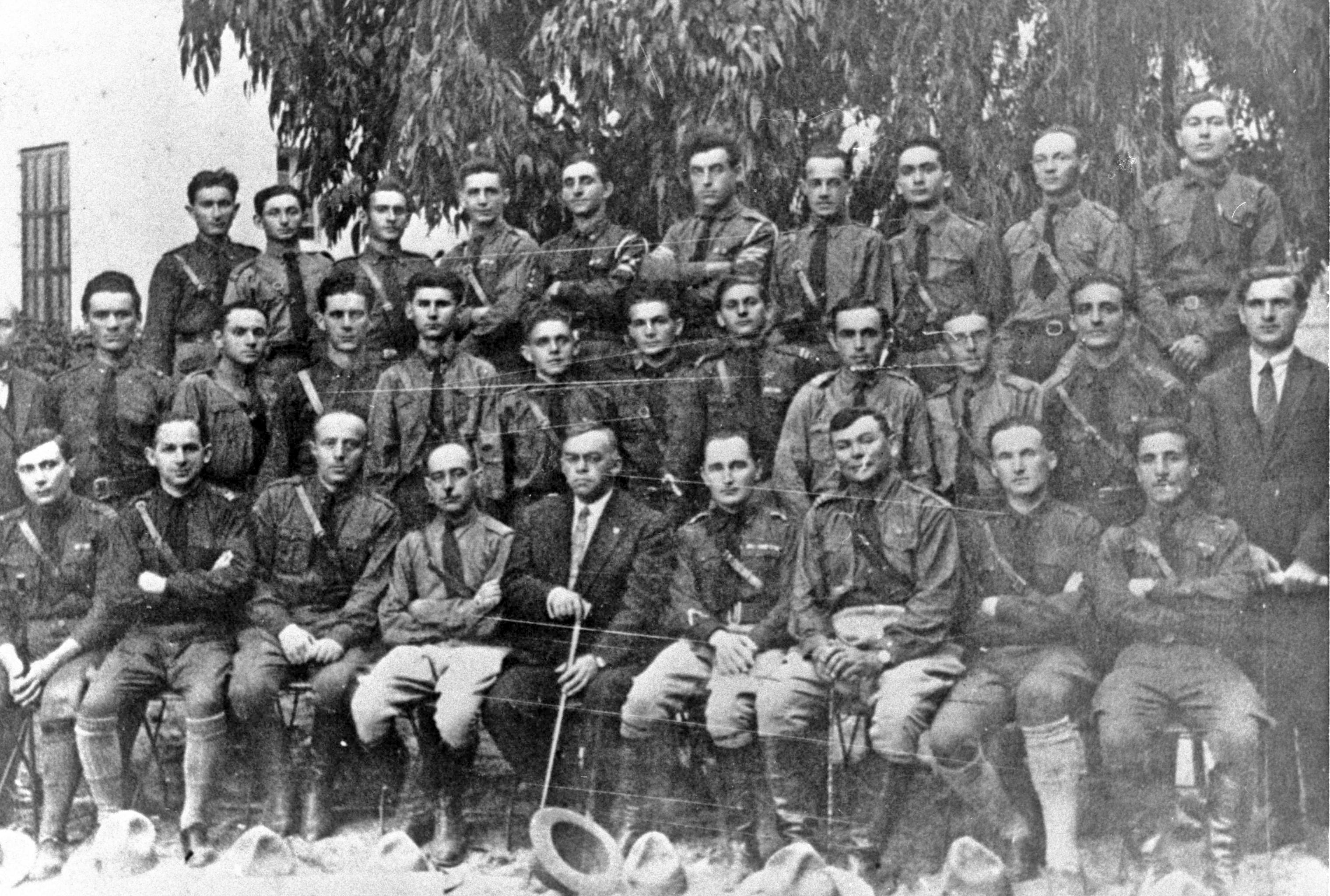
Żabotyński z oficerami Bejtaru w Tel Awiwie

Rozruchy arabskie w 1929 roku doprowadziły do dyskusji wewnątrz syjonistów na temat żydowskiej samoobrony. Sympatycy rewizjonistów w Haganie uważali, że należy podjąć zdecydowaną walkę zbrojną, a nie czekać na ataki Arabów na kibuce. W 1931 roku doszło do rozłamu w Haganie. Powstała Hagana B, przemianowana na Irgun Cewai Leumi. Jednak początkowo Irgun był małą organizacją, ze słabym uzbrojeniem i niewielką ilością członków. Dopiero zabójstwo Chaima Arlosoroffa w 1933 roku doprowadziło do polaryzacji politycznej w Jiszuwie, co przyczyniło się do poszerzenia struktur Irgunu i zwiększonego naboru. Rewizjoniści podjęli akcję szmuglowania broni do Palestyny w latach 30. XX wieku. Duża jej część pochodziła z Polski. Była ona pozyskiwana z prywatnych funduszy i wysyłana w bagażach. Osobą odpowiedzialną za negocjacje w sprawie broni i amunicji w Polsce był Henryk Strasman. Wojsko Polskie sprzedawało do Palestyny amunicję, karabiny, lkm-y i ckm-y. Szkoleniem przedwojskowym objęty został w Polsce także Bejtar. Jego członkowie brali udział w obozach organizowanych przez polską armię. Sami również przykładali wagę do dyscypliny, organizowali obozy letnie i przygotowywali się do wyjazdu do Palestyny. Patron Bejtaru – Josef Trumpeldor – miał służyć jako przykład poświęcenia i czynnej walki. Młodzież żydowska miała wiedzieć jak stawić opór wrogowi i przeciwstawić się cechom nabytym w diasporze. Trumpeldor był przedstawiany jako ucieleśnienie „prawdy etycznej”, „kodeksem narodowej moralności”. Jego śmierć była przedstawiana jako honor. Walka była przeciwieństwem zniewagi, podległości i strachu.

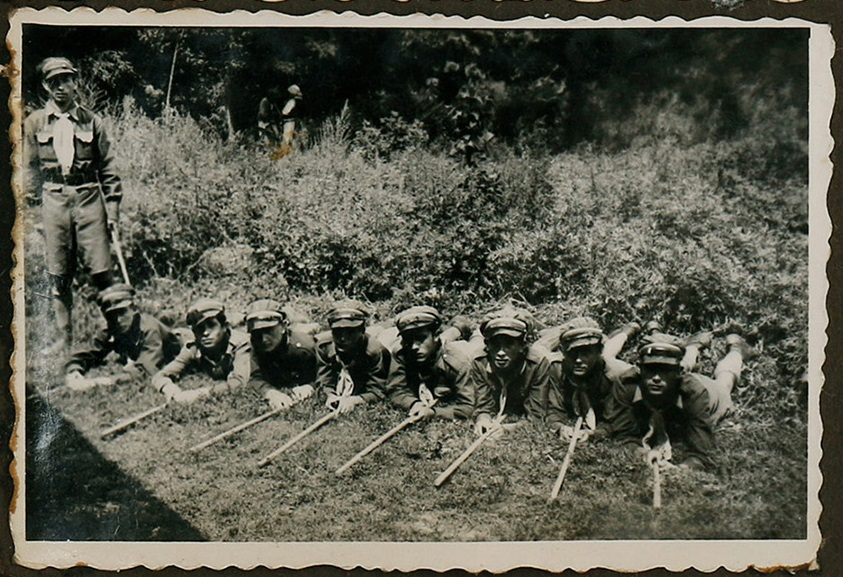
Członkowie Bejtaru podczas szkolenia

Wybuch powstania arabskiego w 1936 roku przyniósł kolejną debatę nad użyciem siły przez Żydów w Palestynie. Hagana uznała, że powinno się wstrzymać wyłącznie do obrony, a użycie siły zbrojnej powinno być związane z hawlagą, czyli samopowstrzymywaniem. Wiązało się to z unikaniem jakiegokolwiek ataku, który mógłby być uznany za negatywną odpowiedź. Nie dopuszczano także ataków odwetowych. Była to oficjalna polityka Jiszuwu w Palestynie. Nie chciano w ten sposób dopuszczać do nieuzasadnionych konfliktów między Arabami i Żydami, samosądów oraz nie chciano w ten sposób dawać Brytyjczykom argumentów do użycia siły i poglądu na temat zwaśnionych społeczności. Hagana chciała pokazać różnicę pomiędzy byciem strażnikiem swojego kibucu, a odwetowcem, za którego uważano Szlomo Ben Josefa. W opozycji do stanowiska władz Jiszuwu stali rewizjoniści. Irgun, już jako znacząca siła polityczna i zbrojna w Palestynie, opowiedział się za aktywną obroną. Mimo iż Awraham Tehomi, pierwszy przywódca Irgunu sprzeciwiał się odwetowi, to dowódcy niższego szczebla nie dostosowali się do jego opinii. W rezultacie z częścią członków Irgunu powrócił do Hagany. Reszta kontynuowała walkę z Arabami. Dochodziło do ataków na arabskie autobusy, dzielnice, wsie, a nawet na przechodniów. Żabotyński nie zgadzał się z brutalnością działań Irgunu, jednak wpływy rewizjonistów z Palestyny były zbyt duże w całym ruchu rewizjonistycznym. W prasie żydowskiej w Polsce pisano, iż hawlaga była przejawem przesiąknięcia żydowskiej słabości i pacyfizmu z diaspory do Palestyny. Najbardziej ofensywny ton przybrała „Jerozolima Wyzwolona”. Uważano, że budowa państwa bez siły zbrojnej jest jak budowanie z piasku, a „wojna” w Palestynie powinna być prowadzona przez Żydów ze względu na humanitaryzm, który wymagał ochrony życia. Oskarżano Haganę o uległość i reprezentowanie postaw z diaspory i nazywano „partyjną milicją”. Hawlaga według radykalnych rewizjonistów była moralnym bankructwem i demoralizacją. Chwalono „akty terroru młodzieży żydowskiej”. Twierdzono, że skoro arabska agresja nie popsuła relacji z Wielką Brytanią, to czemu miałby to zrobić opór Żydów. Pochwalano działania Irgunu jako jedynej, prawdziwej, żydowskiej siły zbrojnej w Palestynie. Przedstawiano go jako zaprzeczenie „kramarskich posunięć” Hagany. Irgun miał być nadzieją na to, żeby zaczęto postrzegać Żydów jako silny naród.

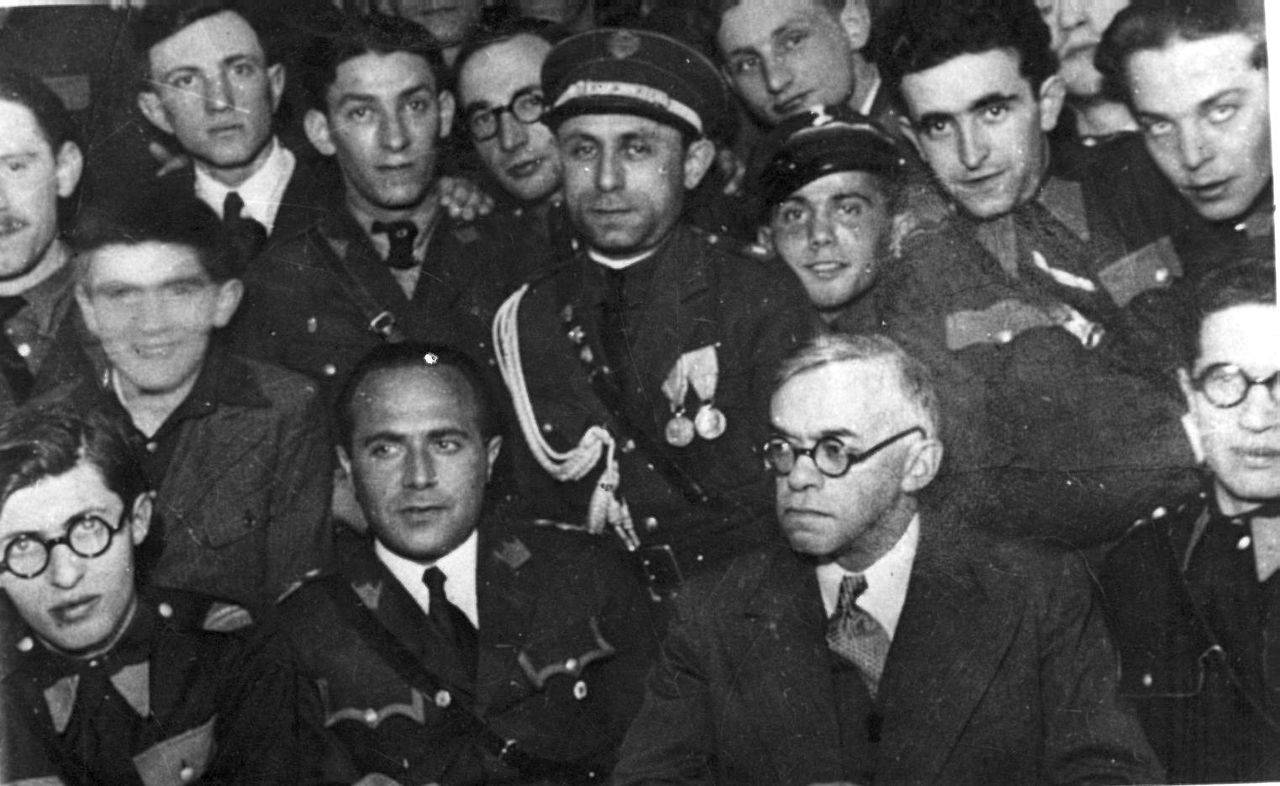
Wizyta Żabotyńskiego w Warszawie w 1939 roku. Na dole od prawej: Ze’ew Żabotyński, Aharon Cwi Propes i Menachem Begin. W środku stoi Jirmejahu Halperin

O słabnącej pozycji idei Żabotyńskiego w ruchu rewizjonistycznym może świadczyć 3. Światowa Konferencja Bejtaru w Warszawie w 1938 roku. Ówczesny szef Bejtaru w Polsce, Menachem Begin, ogłosił, że skończył się czas syjonizmu polityki i dyplomacji, należy wejść w fazę syjonizmu zbrojnego. Zatem celem stało się zbrojne zdobycie Palestyny, a walka miała doprowadzić do śmierci lub zwycięstwa Żydów. Z kolei Uri’el Halperin wniósł postulat przekształcenia Bejtaru w siłę rewolucyjną, która miałaby stworzyć w Palestynie warunki do rozwoju dla Żydów. Awraham Stern zaproponował zwiększenie nielegalnej imigracji z Europy do mandatu tak, aby złamać arabski nacjonalizm. W „Jerozolimie Wyzwolonej” z 1939 roku pojawiały się artykuły mówiące, iż w ówczesnym czasie wyłącznie walka zbrojna może przynieść niepodległość, ponieważ wysiłki syjonistycznej egzekutywy są wyłącznie „biurokratyzmem”. Uważano, że jedynie użycie siły przez organizacje palestyńskie i napływ rezerw z diaspory są w stanie stworzyć przyszłe państwo. Wskazano przykład Czechosłowacji, której części terytorium zostały odłączone w wyniku układu monachijskiego, bo ta liczyła na sojusze. Dlatego Żydzi nie powinni polegać na wstawiennictwu innych państw, a wyłącznie na sobie.
Kiedy wybuchła II wojna światowa, to Irgun wraz z Żabotyńskim uznali, że czas stanąć po stronie Wielkiej Brytanii w celu walki z nazistami. Część z bojowników wstąpiła nawet do armii brytyjskiej. Decyzja ta zrodziła kryzys w ruchu. Awraham Stern uznał, że największym wrogiem Żydów są Brytyjczycy i ich okupacja Palestyny. Odmówił on zaniechania ataków na siły brytyjskie. W przeciwieństwie do Irgunu Stern nie postrzegał Arabów jako głównego zagrożenia. W 1940 roku oddzielił się od Irgunu i stworzył Lechi, która przez okres wojny i po niej podejmowała ataki terrorystyczne na urzędników i żołnierzy brytyjskich. Organizacja uważała użycie siły za przejaw rewolucyjnego wyswobodzenia Żydów. Od 1944 roku, kiedy dowódcą Irgunu został Begin, również i ta organizacja przyłączyła się do walki z Brytyjczykami w celu ich wyparcia z Palestyny i natychmiastowego utworzenia niepodległego państwa żydowskiego.

### Rewizjonizm a socjaliści

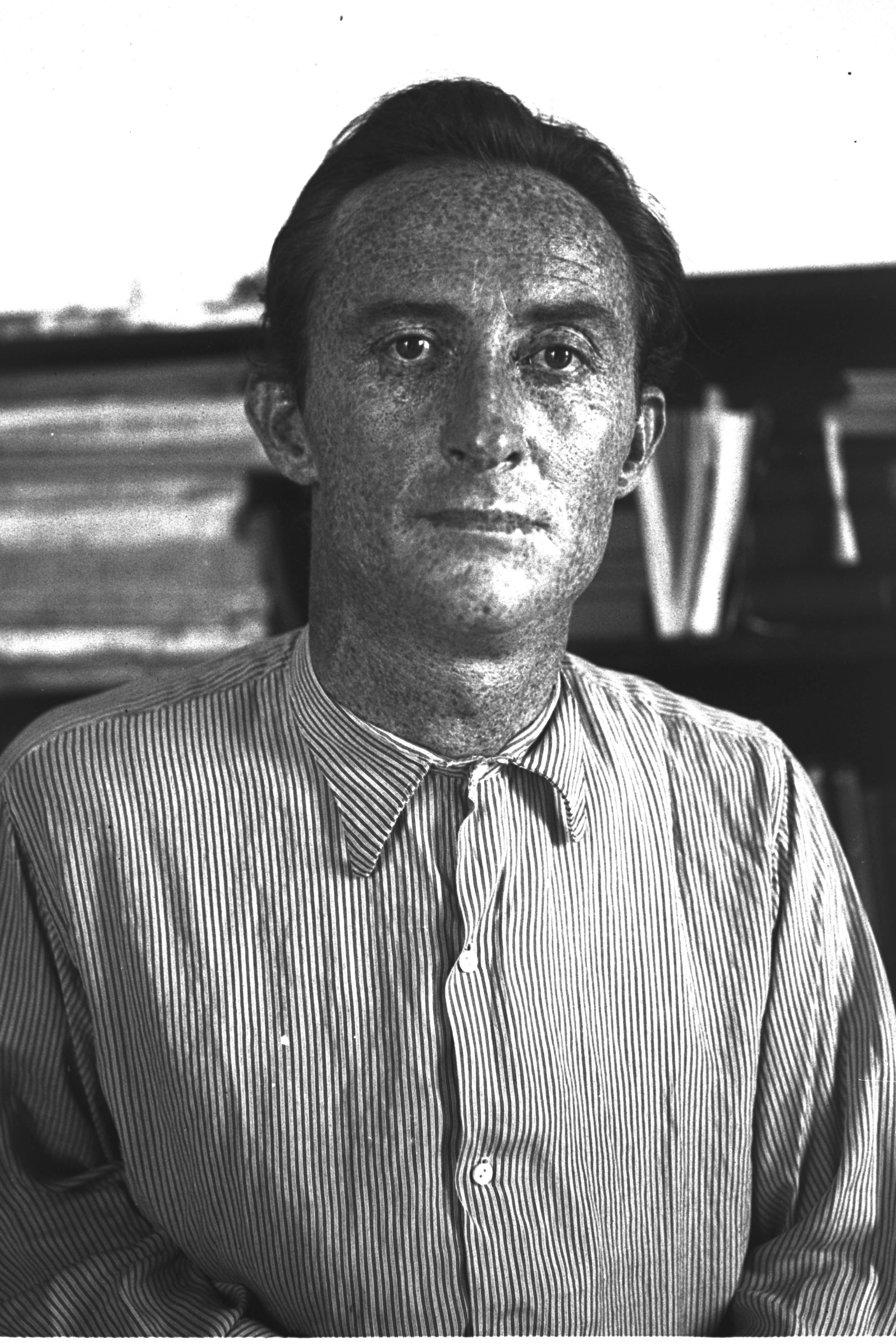
Uri Cwi Grinberg

Żabotyński podczas swoich studiów we Włoszech sympatyzował z ideami socjalistycznymi. Twierdził, że walka klas może przynieść Palestynie pożytek i rozwój konkurencji. Jednak obserwacja sposobu, w jaki dochodził do władzy komunizm w Rosji oraz czym charakteryzowała się „władza ludu”, sprawiły, że Żabotyński zaczął odchodzić od popierania socjalizmu. Pogarszająca się sytuacja Żydów w Europie w latach 20. i 30. XX wieku doprowadziła go do przekonania o tym, że walka klas i socjalizm są dobre dla państw rozwiniętych, ale Palestyna była na początku drogi do rozwoju, a ważniejszą od sporów ideologicznych była nagła żydowska imigracja. Z czasem cały ruch nabierał charakteru antysocjalistycznego do tego stopnia, iż rewizjoniści zawsze podkreślali bycie ponad podziałami klasowymi. „Jerozolima Wyzwolona” postrzegała tzw. „czerwoną asymilację” jako zatracenie kwestii żydowskiej w „morzu rewolucji klasowej”. Krytykowano w szczególności tych Żydów, którzy działali w ruchach socjalistycznych o nieżydowskim charakterze. Nie potępiano lewicowych stronnictw syjonizmu, jednak atakowano tych, którzy „oddziałują na masy żydowskie odśrodkowo” – w tym osoby wychwalające rewolucję bolszewicką. Żabotyński uznawał postęp i technologizację, a nie podział dóbr, za sposób rozwiązania problemu zamożności.
Shindler wspomina, iż znani rewizjoniści tacy jak np. Abba Achimeir i Uri-Cewi Grinberg na początku swojej działalności w ruchu syjonistycznym sympatyzowali z ruchami lewicowymi. Pod wpływem podobnych idei były też inne ruchy, które dołączały do rewizjonistów – na przykład grupa Amlanim, która wyłamała się z organizacji Ha-Po’el ha-Ca’ir, ponieważ, jak twierdzili, ruch zakazywał wolności poglądów i ich wyrażania. Z kolei działająca na Łotwie Menora, organizacja, która tworzyła pierwsze struktury Bejtaru, również sympatyzowała z postawami pionierskiej lewicy budującej kibuce w Palestynie. Rewizjoniści postrzegali z kolei pionierów nie jako wojownika o świadomość klasową, ale jako pomoc w budowaniu żydowskiej większości w Palestynie.

Flaga gniazda Abby Achimeira w rumuńskim Bejtarze

Socjalistyczna przeszłość Achimeira czy Grinberga sprawiła, że do palestyńskiej gałęzi rewizjonistów-maksymalistów wprowadzono silne nastroje rewolucyjne i antyimperialistyczne. Achimeir pozytywnie pisał o rządach jednostki, co wpływało na jego podziw wobec Żabotyńskiego jako przywódcy. Zwycięstwo rewolucji bolszewickiej sprawiło, że maksymaliści zmienili front, a swoje poparcie skierowali ku faszystowskim Włochom, co skutkowało nawiązaniem kontaktów między politykami obu obozów. Mimo to dalej uważali się za rewolucyjnych syjonistów, Achimeir uważał syjonizm za rewolucję wewnątrz narodu żydowskiego. Fascynował się masowymi ruchami narodowymi, interesował się działalnością Sinn Féin, Zelotami, czy też przywódcami takimi jak Szymon bar Giora, Benito Mussolini, Bar Kochba i Józef Piłsudski. Grinberg postrzegał syjonizm jako przejaw „wschodniego ruchu rewolucyjnego”. Mimo iż działacze palestyńscy odrzucali leninizm jako ideologię, to chcieli wprowadzać w życie jej „praktyczną ścieżkę działania”. Rewolucyjne poglądy były widoczne w postulatach wysuwanych wewnątrz ruchu. Na 5. Światowej Konferencji Rewizjonistów w Wiedniu Achimeir przekonywał o tym, że współczesność była kształtowana przez młodzież i dyktaturę, a demokracja skorumpowała się. Ruchem, który według niego mógł utożsamiać ideały radykalnej rewolucji młodych był właśnie Bejtar.

## Monizm rewizjonistów
Dla ruchu syjonistycznego, w tym także dla rewizjonistów, zniszczenie Drugiej Świątyni oraz okres wygnania symbolizowały koniec żydowskiej państwowości i tożsamości narodowej, Żydzi zostali zdominowani przez rabinów a swoją wyjątkowość oparli na religii i Torze. Diaspora, według rewizjonistów, doprowadziła do utraty wiary w odzyskanie niepodległego państwa, a Żydzi ograniczyli się do niesienia uniwersalistycznych wartości moralnych i etycznych. Syjoniści Żabotyńskiego uważali, że wygnanie doprowadziło do zaadaptowania przez Żydów uniwersalizmu, internacjonalizmu oraz chęci połączenia swojego etnosu z oświeceniowymi wartościami, europejskimi ideologiami, dobrem ogółu. Doprowadziło to do rozdarcia tożsamości pomiędzy kosmopolityzm, a poczuciem wspólnoty historycznej, językowej, religijnej z Palestyną. Rewizjoniści doszukiwali się źródeł tzw. problemu żydowskiego właśnie próbie połączenia ambicji narodowych pobudzonych przez syjonizm z wartościami stworzonymi przez świat nieżydowski. Zdaniem Żabotyńskiego ruch narodowy nie mógł poświęcać się wielu ideom. Według niego człowiek powinien być oddany tylko jednemu światopoglądowi, jednemu celowi, jednej idei lub postawie. Wyłącznie taka ideowa czystość doprowadzi do realizacji celu. Żabotyński nie uznawał łączenia syjonizmu np. z socjalizmem. Takie działanie rozmywało żydowski nacjonalizm, doprowadzało do zatracenia jego celu. Ideałem było zatem nadanie syjonizmowi jednego znaczenia, czyli ruchu dążącego do utworzenia niepodległego państwa żydowskiego po obu brzegach Jordanu.
Abba Achimeir porównał rozdarcie żydowskiej tożsamości do chrześcijaństwa i marksizmu, które miały transgraniczny charakter, niosły uniwersalne przesłanie oraz oferowały swego rodzaju zbawienie. Było to fałszywe przekonanie, bo według Achimeira ludzka natura osiąga pełne spełnienie i zbawienie poprzez naród. Postrzegał on syjonizm reprezentowany przez Ben Guriona i Weizmana jako kolejny taki przykład. Zamiast skupić się na utworzeniu niepodległej ojczyzny, przywódcy syjonistyczni ciągle szukali uzasadnienia dla ambicji narodowych Żydów i chcieli je zaprezentować jako uniwersalne przesłanie. Działanie to, według Achimeira, prowadziło do zaprzepaszczenia historycznej możliwości powstania niepodległego państwa żydowskiego. Jedyną drogą do utworzenia nowego, hebrajskiego narodu i państwa miało być odrzucenie idei Zachodu, racjonalizmu, naukowości oraz pacyfizmu i powrót do żydowskiego etosu wojownika z czasów sprzed wygnania. Z kolei Jehoszu’a Jejwin krytykował podziały na duchowy i polityczny syjonizm. Według niego jedynie prawdziwie duchowy syjonizm był syjonizmem politycznym, ponieważ tylko jako niepodległy naród Żydzi mogą odkrywać swoją duszę. Była to krytyka idei Achada ha-Ama, który uważał, że syjonizm powinien być przede wszystkich ruchem duchowym i kulturowym. Jejwin krytykował kulturowy aspekt ha-Ama i przekonanie, że syjonizm lub państwo żydowskie mogą stać się częścią ruchu socjalistycznego, ponieważ diaspora była jednym z etapów historii Żydów, w którym fałszywe idee zastępują prawdziwy cel, jakim jest niepodległość.
Dla Żabotyńskiego również nie istniał rozdział między duchem a fizycznością. Duchowość była odbiciem fizyczności zatem, aby zrozumieć narody należy zrozumieć ich psychologię. To ona wpływa na historię ludzi, a nie ekonomia. Żabotyński uważał, że tak długo, jak Żydzi będą skupiać się na uniwersalizmie, tak długo nie będą w stanie zadbać o siebie i swój los. Silny naród nie może być zdominowany przez obce ideologie. Za jednym z elementów odrodzenia narodowego Żabotyński uważał język. Dlatego postulował odrodzenie hebrajskiego jako języka narodowego. Był to starożytny i historyczny język Żydów, a jidysz był językiem wtórnym, stworzonym na bazie języków europejskich i hebrajskiego alfabetu. Dla Żabotyńskiego język był odzwierciedleniem charakteru narodu i jego psychologii. Jedynie hebrajski był w stanie połączyć na nowo Żydów z ich prawdziwą ojczyzną. Jidysz z całą swoją specyfiką oddalał od Palestyny.
Monizm rewizjonistów stawiał naród i państwo ponad indywidualizm i jednostkę. Każdy miał czuć się częścią jednego, całego narodu. Każde działanie miało być poświęcone i oddane państwu. Żabotyński postrzegał Ziemię Izraela jako jedność z narodem, dlatego nie można było jej podzielić. Państwo czerpało swą legitymizację z woli narodu i jednocześnie stanowiło siłę scalającą wszystkie zjawiska. Tak długo jak Żydzi będą silni, tak długo silne będzie państwo, a co za tym idzie, będzie ono wyrazem ich świadomości.

## Emigracja do Palestyny
Lata 30. XX wieku to okres, w którym rewizjoniści, a w szczególności Żabotyński namawiali Żydów do masowej emigracji z Europy do Palestyny ze względów na nasilający się antysemityzm i pogarszające stosunki dyplomatyczne. Żabotyński uważał, że emigracja jest elementem rozwiązania problemu żydowskiego w Europie. Emigracja nie była jednak łatwa ze względu na limity osób, które mogły wyjechać do Palestyny, wprowadzane przez Brytyjczyków oraz redystrybucję certyfikatów i pozwoleń na wyjazd przez Agencję Żydowską, która to z kolei przydzielała je według ustalonych pul dla organizacji przeprowadzających emigrację. W związku z tym wielu Żydów w ramach Alii Bet szukało sposobów na to, żeby dostać się do Palestyny i tam pozostać. Była to m.in. turystyka palestyńska, opierająca się na wykupowaniu biletu na rejs do Mandatu Palestyny w jedną stronę. Inni przybywali na studia, po których nie wracali do Europy, zawierali małżeństwa (często fikcyjne) z obywatelami Mandatu Palestyny, brali udział w pielgrzymkach, czy też brali udział w żydowskich zawodach sportowych w Palestynie – makabiadach – z których nie wracali.

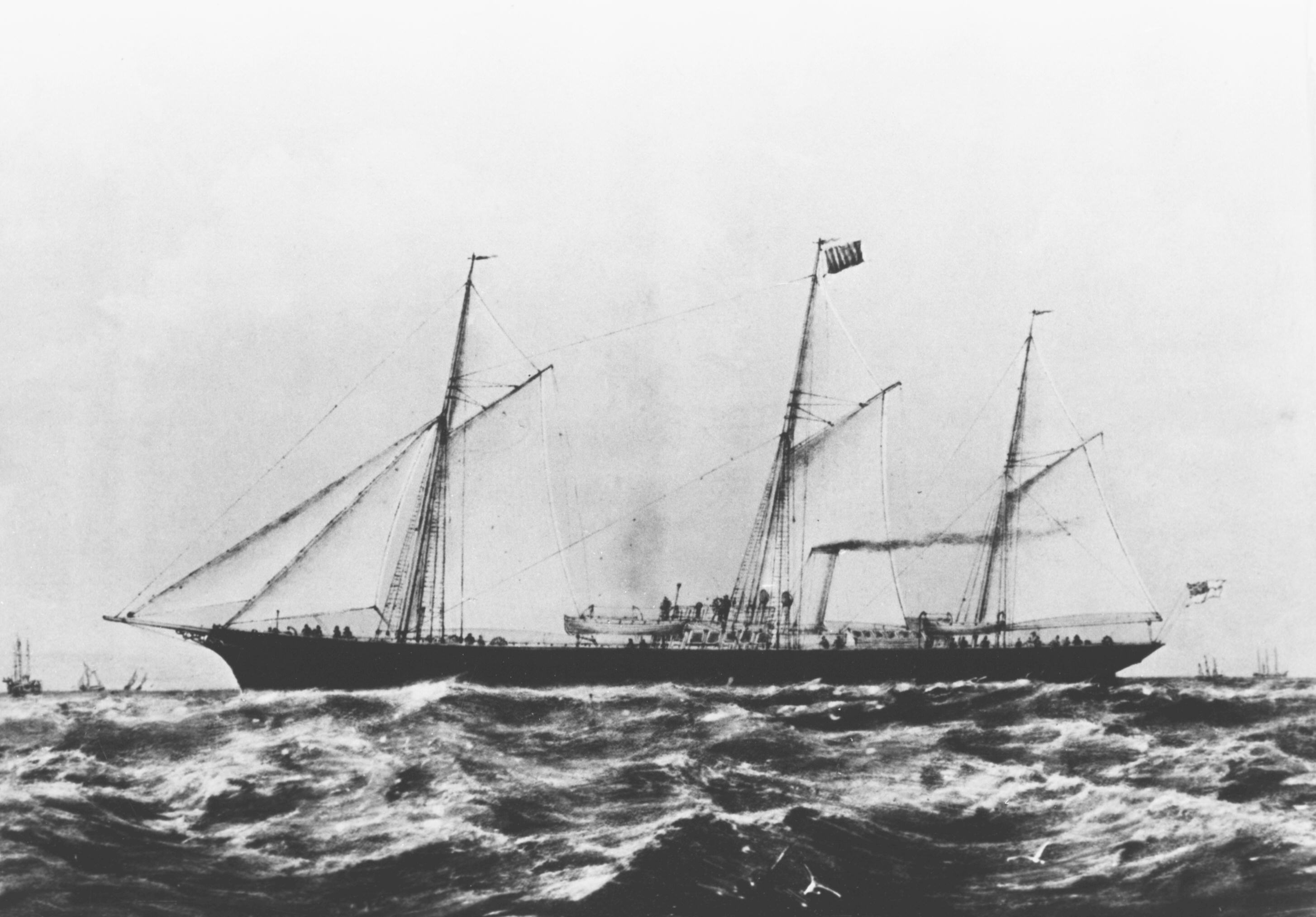
Statek „Struma”. Zatonął 24 lutego 1942 roku w wyniku ataku torpedowego przez radziecki okręt podwodny

Rewizjoniści uważali, że Agencja Żydowska dyskryminuje ich przy podziale certyfikatów i przydziela im ich najmniej. Sytuacja ta pogorszyła się, kiedy rewizjoniści opuścili struktury Światowej Organizacji Syjonistycznej w 1935 roku i utworzyli Nową Organizację Syjonistyczną. Wtedy też skomplikowała się idea masowej emigracji do Palestyny i rewizjoniści zaczęli myśleć o zorganizowaniu własnej emigracji. Sytuacja była bardzo złożona. Żabotyński uważał brytyjski mandat za przyszłą siedzibę narodową Żydów, władze brytyjskie nakładały limity na emigrantów i sukcesywnie je zmniejszały, z kolei w Europie rosły nastroje antyżydowskie. W 1935 roku wprowadzono w III Rzeszy ustawy norymberskie, po śmierci Piłsudskiego władze polskie prowadziły politykę dyskryminacyjną wobec Żydów. W marcu 1938 roku doszło do Anschlussu Austrii, a w listopadzie tego samego roku w Niemczech miała miejsce noc kryształowa. Żabotyński uznał, że Brytyjczycy nie mają prawa zakazywać młodzieży żydowskiej alii, ponieważ całe swe życie poświęciła ona przygotowania do wyjazdu. Ograniczenia, jak twierdził, mogły spowodować niebezpieczne dla Wielkiej Brytanii skutki, a każde działanie przeciw temu państwu uznał za etyczne.
W 1934 roku swój pierwszy nielegalny transport zorganizował Bejtar z ok. 100 osobami, w większości z Polski. Nie powiódł się ze względu na złą pogodę i błędną komunikację u wybrzeży Tel Awiwu, kiedy wzięto za patrol policji osoby mające przechwycić emigrantów. Rewizjoniści zorganizowali także przerzut przez granice z Libanem i Syrią. Drugi transport morski w 1934 roku również się częściowo nie powiódł. Połowa Żydów dotarła na brzeg, drugą połowę aresztowano. Od tego czasu rewizjoniści zaniechali organizowania przerzutów. Sytuacja zmieniła się w 1937 roku, kiedy Brytyjczycy zmniejszyli roczny limit certyfikatów z 61 900 na 10 500. Na pomysł kolejnej alii, nazwanej Aliją Af Al Pi, wpadł Mosze Galili, członek Bejtaru, który odwiedził w Europie obozy dla uchodźców żydowskich z Niemiec. Nawiązał kontakt z przywódcami Unii Syjonistów Rewizjonistów, którzy obiecali zapewnić fundusze na taką operację. Pierwszy statek w ramach rewizjonistycznej emigracji wypłynął z Pireusu w 1937 roku, a rejs zakończył się sukcesem. Galili wrócił do Aten, żeby przygotować kolejny rejs. Doszło jednak do zerwania współpracy z rewizjonistami. Galili chciał dać priorytet Żydom z Niemiec, z kolei rewizjoniści wytypowali Żydów m.in. z Austrii i Polski. Mimo zerwania kontaktów to Bejtar kontynuował organizowanie transportów. W celu koordynacji przedsięwzięcia rewizjoniści utworzyli Centrum Alii w Paryżu. Na jego czele stanął Ari Żabotyński, syn Ze’ewa. Bejtar odpowiedzialny był za transport lądowy Żydów do portów w Grecji lub Rumunii, NOS zabezpieczała operacje finansowo, z kolei Irgun zabezpieczał przerzuty zbrojnie. W celu mylenia brytyjskich patroli starano się dokonywać wyładunku emigrantów w nocy. Wtedy nawiązywano łączność z Irgunem, który kierował statek do brzegu lub wypływał łodziami.
| Statek               | data      | miejsce załadunku | liczba osób     | rezultat                                    |
| -------------------- | --------- | ----------------- | --------------- | ------------------------------------------- |
| „Cappollo”           | 1934      | Grecja            | 107             | zawrócony                                   |
| „Union”              | 1934      | Grecja            | 117             | połowiczny sukces                           |
| b.d.                 | 1934      | Gdańsk            | 50              | zatonął w porcie                            |
| „Kosta”              | 1937      | Grecja            | 15/16*          | sukces                                      |
| „Artemisia”          | 1937      | Albania           | 54/68*          | sukces                                      |
| „Delpa”              | 1938–1939 | Rumunia           | 250/224*        | sukces                                      |
| „Katina”             | 1939      | Rumunia           | 778/773/800*    | sukces                                      |
| „Artemisia”          | 1939      | b.d.              | 237             | transport zatrzymany przez Brytyjczyków     |
| „Astir”              | 1939      | Bułgaria          | 724/720*        | transport zatrzymany przez Brytyjczyków     |
| „Panagia Conasterio” | 1939      | Grecja            | 176             | sukces                                      |
| „Kraljica Maria”     | 1939      | Bułgaria          | 350             | sukces                                      |
| „Liesel”             | 1939      | Rumunia           | 921/906*        | transport zatrzymany przez Brytyjczyków     |
| „Marsis”             | 1939      | Grecja            | 724             | transport zatrzymany przez Brytyjczyków     |
| „Ajos Nikolaos”      | 1939      | Bułgaria          | 693             | sukces                                      |
| „Rim”                | 1939      | Rumunia           | 600/801*        | zatonął                                     |
| „Parita”             | 1939      | Francja i Rumunia | 850             | pasażerowie złapani i po czasie wypuszczeni |
| „Ajos Nikolaos”      | 1939      | Rumunia           | 795/809*        | sukces                                      |
| „Naomi Julia”        | 1939      | Rumunia           | 1130            | pasażerowie złapani i po czasie wypuszczeni |
| „Sakarya”            | 1940      | Rumunia           | 2228/2400/2174* | transport zatrzymany przez Brytyjczyków     |
| „Pencho”             | 1940      |                   | 510/500/514*    | zatonął                                     |
| „Struma”             | 1941–1942 | Rumunia           | 769/767*        | zatonął                                     |

* Liczba pasażerów różni się w zależności od źródła, z którego korzystał Artur Patek.
Źródło: Artur Patek, Żydzi w drodze do Palestyny 1934–1944. Szkice z dziejów aliji bet nielegalnej imigracji żydowskiej, Avalon: Kraków 2009, s. 296–301.

### Nielegalna emigracja a II Rzeczpospolita
Emigracja żydowska była pomysłem, który znalazł uznanie w kręgach władz II RP. Postrzegano ją jako sposób na rozwiązanie „problemu żydowskiego”. Nasilająca się kampania antyżydowska środowisk prawicowych w latach 30. XX wieku sprawiała, że Żydzi oraz Sanacja znaleźli wspólny mianownik w kwestii wyjazdu z Polski. Władze II RP były, tak jak Żydzi, zaniepokojone ograniczeniami imigracji do Palestyny wprowadzanych przez Brytyjczyków. Polscy oficjele wspominali o tym na forum Ligi Narodów oraz w notach dyplomatycznych kierowanych do rządu brytyjskiego. Józef Beck wielokrotnie na arenie międzynarodowej podkreślał polskie poparcie dla stworzenia żydowskiej siedziby narodowej w Palestynie, co wynikało z możliwości zmniejszenia liczby Żydów w kraju. Kiedy w 1935 roku utworzono NOS, rewizjoniści przygotowali plan dziesięcioletni. Zakładał on wyjazd do Palestyny 1,5 miliona Żydów z Europy w ciągu 10 lat. W tej kwestii Żabotyński oraz lokalni działacze rewizjonistyczni spotykali się z rządem polskim w celu nawiązania współpracy dotyczącej emigracji. Rząd Polski wydawał paszporty, organizował szkolenia, a nawet przydzielał środki finansowe na podróż. Rząd instruował władze wojewódzkie, policję oraz inne struktury, aby nie utrudniały procedur paszportowych, wydawały pozwolenia na wyjazd turystyczny czy też, żeby nie dokonywały szczegółowych kontroli. Szczególnie popularna była emigracja turystyczna. Biura podróży i urzędy wspomagały tę operację, jak mogły, dbając o ważność paszportów czy wiz. W 1933 roku w Tel Awiwie miało przebywać aż 10 000 takich osób. Wyjazdy te odbywały się też do innych krajów na świecie. Ogłaszano je w gazetach wraz z instrukcjami, co należy zabrać ze sobą. W 1938 roku powstał za zgodą MSW Wydział turystyczny gazety „Unzer Welt”. Miała ona prawo organizacji wycieczek poza granice w jedną stronę. Przyznawała wizy wyjazdowe, pomagała wypełnić wnioski o paszport, które można było otrzymać bez potwierdzenia o obywatelstwie polskim. Mimo to, władze polskie robiły wszystko, aby o pomocy Żydom nie dowiedziała się Wielka Brytania. Dlatego m.in. żaden polski statek nie został zaangażowany w emigrację, a MSW prosiło tytuły prasowe, aby reklamy wyjazdów nie zdradzały zbyt dużo szczegółów. Ostatecznie, według oficjalnych źródeł, emigracja turystyczna w latach 1938–1939 wyniosła 7323 osoby, a ogólna emigracja żydowska z Polski w 1938 roku wyniosła 14 404 osoby.

## Organizacje związane z ruchem rewizjonistycznym

### Irgun Cewai Leumi

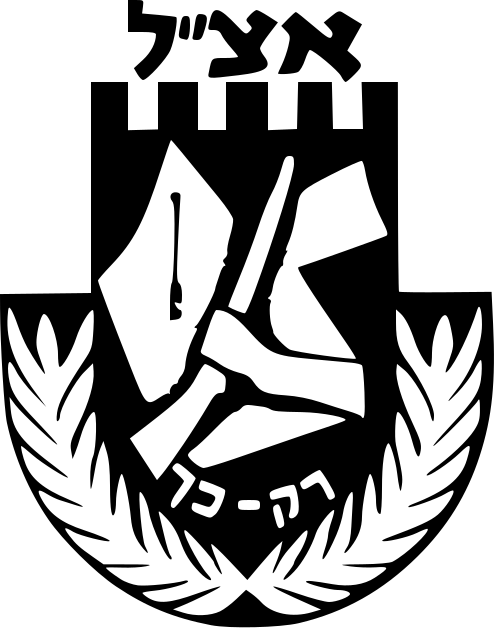
Logo Irgunu

Irgun był pierwszą paramilitarną organizacją podziemną powiązaną z rewizjonizmem. Powstał w 1931 roku w wyniku rozłamu, do którego doszło w Haganie. Część z jej członków nie było usatysfakcjonowanych bierną odpowiedzią organizacja na zamieszki arabskie z 1929 roku. Członkowie Bejtaru, którzy upatrywali w Haganie przyszłe siły zbrojne państwa żydowskiego uznali, że formacja samoobrony powinna podjąć zdecydowane, nawet ofensywne, działania w odpowiedzi na arabską agresję. Kiedy w 1936 roku wybuchło arabskie powstanie, Irgun podjął aktywną obronę, dokonując często ataków odwetowych. Z czasem w kręgach Irgunu narodziła się nowa polityka, która zakładała użycie broni w walce o niepodległość państwa żydowskiego. Nawiązano dodatkowo kontakty z Bejtarem w celu szkoleń wojskowych. Po śmierci Żabotyńskiego w 1940 roku członkowie Irgunu i Bejtaru zaczęli wstępować do armii brytyjskiej. Jednakże nieprzychylna syjonistom polityka Brytyjczyków i niejasna postawa wobec państwa żydowskiego sprawiły, że w 1944 roku odtworzono dowództwo Irgunu, a jego dowódcą został Menachem Begin. W tym samym roku ogłosił on Rewoltę, która wymierzona była we władze Mandatu Palestyny w celu wyparcia z niego Brytyjczyków. W okresie walki z Brytyjczykami wielu członków organizacji zostało internowanych do Afryki ze względu na stosowanie metod terrorystycznych w walce. Syjoniści, w tym także rewizjoniści, mieli problemy wizerunkowe spowodowane akcjami przeprowadzanymi przez Irgun. W 1945 roku Irgun wszedł w skład Hebrajskiego Ruchu Oporu łączącego i koordynującego operacje Hagany, Lechi i Irgunu. Jednak przeprowadzony przez ugrupowanie atak na hotel King David w Jerozolimie w 1946 roku doprowadził do rozwiązania tej struktury. Irgun nie uznał rezolucji nr 181 ONZ, która podzieliła Palestynę na państwo żydowskie i arabskie. Walczył do czerwca 1948 roku, kiedy został włączony w skład Sił Obronnych Izraela (Cahal).
Najbardziej znane wydarzenia, w jakich brał udział Irgun:
- atak na więzienie w Akce[71];
- bitwy o Jerozolimę[72];
- masakra w Dajr Jasin[73];
- zamach na hotel King David w Jerozolimie[74];
- zdobycie Jafy[75];
- alija Af Al Pi[76].

### Lechi

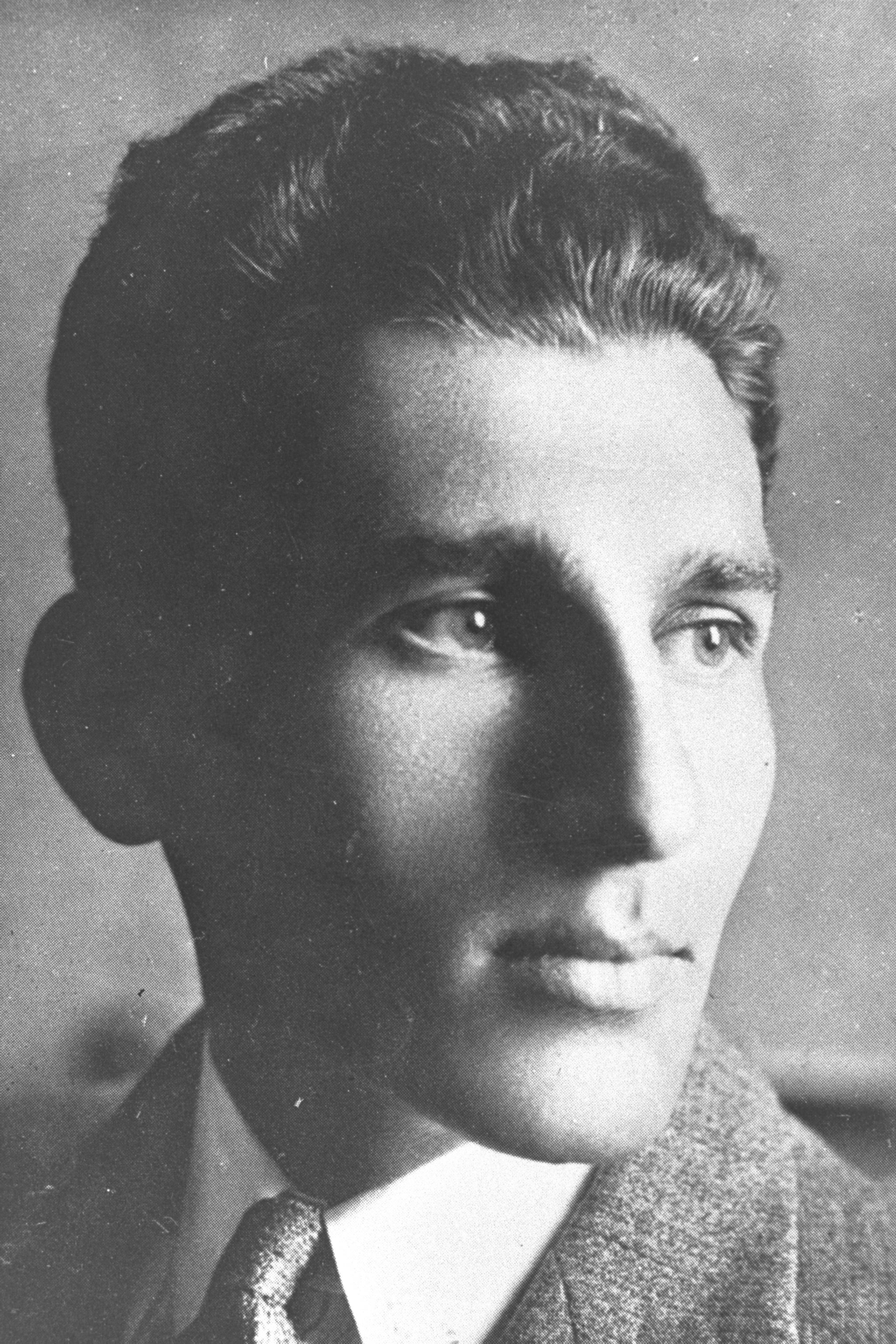
Awraham Stern

W 1939 roku, kiedy wybuchła druga wojna światowa Irgun zawiesił działania zbrojne. Dowództwo tej organizacji, tak jak i część rewizjonistów, uznali, że nastał czas normalizacji działań politycznych, a Brytyjczycy jako przeciwnicy Hitlera i państw Osi mogą stać się partnerem we współpracy. W zamian za pomoc zaoferowaną sojusznikom Żydzi liczyli na realizację politycznych obietnic z deklaracji Balfoura. Innego zdania był jednak Awraham Stern, który uznał czas wojny za okres dający możliwość realizacji celów narodowych, a współpracować należało z tym, kto zaoferuje najwięcej. Dlatego też w 1940 roku doszło do rozłamu wewnątrz Irgunu. Bojownicy popierający stanowisko Sterna utworzyli z nim Lechi (znaną jako Gang Sterna). Od początku uważali oni, że Żydzi to naród wojowników i zaoferowano pomoc Wielkiej Brytanii w zamian za natychmiastowe utworzenie państwa żydowskiego. Propozycja została odrzucona przez rząd brytyjski. Lechi nie była dużą organizacją posiadającą potencjał do wykorzystania w trakcie wojny. W związku z odrzuceniem pomocy przez Brytyjczyków Stern uznał ich za wroga i w myśl swojego postulatu o współpracy z mogącym dać jak najwięcej, zaczęto nawiązywać rozmowy z III Rzeszą, Związkiem Radzieckim i Włochami. W 1942 roku Stern został zabity przez brytyjski wywiad, co zmniejszyło skuteczność rozmów międzynarodowych Lechi. Działalność organizacji ograniczała się do stosowania metod terrorystycznych i pojedynczych ataków na reprezentantów władz brytyjskich i armii. W 1944 roku Lechi podjęła działania poza granicami Palestyny. W listopadzie tego samego roku przeprowadzono najgłośniejszy atak organizacji – zabito Waltera Guinessa, barona Moyne, w Kairze. Operacja ta spowodowała, że brytyjskie siły bezpieczeństwa razem z dowództwem Hagany rozpoczęli sezon polowań, w którym próbowano wyeliminować i internować najważniejszych działaczy Irgunu oraz Lechi. W 1945 roku Lechi była częścią Hebrajskiego Ruchu Oporu. Organizacja zasłynęła również z zabójstwa hrabiego Folkego Bernadotte, mediatora ONZ, w Jerozolimie 17 września 1948 roku. Członkiem Lechi był późniejszy premier Izraela Icchak Szamir. Po rozwiązaniu organizacji w maju 1948 roku utworzono partię polityczną nazwaną Listą Bojowników. Wystartowała w wyborach w 1949 roku i zdobyła 1 mandat. Później partia przestała istnieć.

### Unia Syjonistów Rewizjonistów

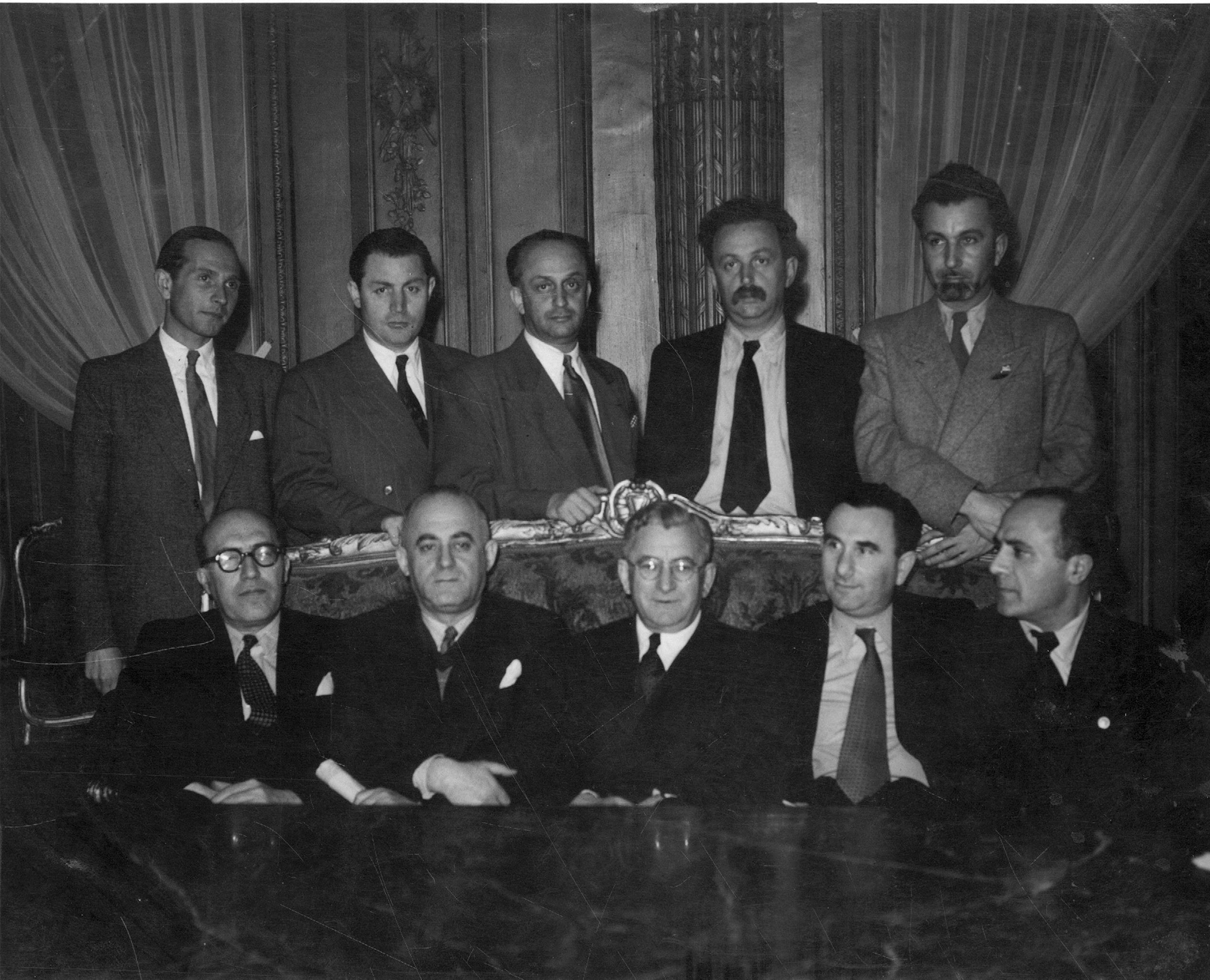
Członkowie Unii Syjonistów Rewizjonistów w Paryżu. Od prawej stoją: Reuwen Hecht, Szimszon Juniczman, Dawid Bukszpan, Eli’ezer Szostak i Emanu’el Kohen. Na dole od prawej: Aharon Cwi Propes, Ja’akow Rubin, Me’ir Grossman, Arje Altman i Baruch Wajnsztajn

Powstała w Paryżu w 1925 roku Unia Syjonistów Rewizjonistów była partią polityczną w ramach ruchu syjonistycznego. Do jej powstania doszło z powodu konfliktu, jaki narodził się pomiędzy Żabotyńskim a egzekutywą syjonistyczną w 1923 roku. Miano go wówczas skrytykować za kontakty, jakie nawiązał Żabotyński w 1919 roku z Symonem Petlurą w celu utworzenia żydowskich oddziałów w strukturach armii ukraińskiej. Zarzucano mu hipokryzję i współpracę ze środowiskami, które dokonywały pogromów na Żydach. W wyniku sporów Żabotyński w 1923 roku złożył swój mandat delegata i wyjechał do Paryża w celu konsolidacji środowisk mu przychylnych. Program ugrupowania opierał się na dążeniu rewizjonistów w ramach ruchu syjonistycznego do budowania poparcia dla państwa żydowskiego w ramach całego Mandatu Palestyny. Tym samym Żabotyński wezwał do potępienia białej księgi opracowanej przez Winstona Churchilla i przyjętej w 1922 roku, która akceptowała obietnice dane Żydom w deklaracji Balfoura, ale nie w ramach całego Mandatu Palestyny. Z ramienia Unii Żabotyński odbywał podróże po całym świecie w celu aktywizacji Żydów w diasporze i przekonywania ich do swoich racji. Od lat 30. XX wieku Żabotyński konsultował w ramach partii możliwe oddzielenie się od ŚOS i stworzenie alternatywnej struktury, która realizowałaby rewizjonistyczne postulaty. W 1931 roku w Calais egzekutywa Unii Syjonistów Rewizjonistów podjęła decyzję o wyjściu partii ze struktur Organizacji Syjonistycznej, a w 1935 roku doszło do utworzenia Nowej Organizacji Syjonistycznej. W trakcie swojego istnienia partia była jednym z większych stronnictw w ramach ruchu syjonistycznego, jednak środowisko było bardzo podzielone, w szczególności w Palestynie. Jego struktury były zbyt słabe, żeby móc konkurować w Jiszuwie z Mapai. Według Szawita kierownictwo rewizjonistyczne reprezentowało zbytni elitaryzm, czasem zbyt oderwany od rzeczywistości.

### Bejtar

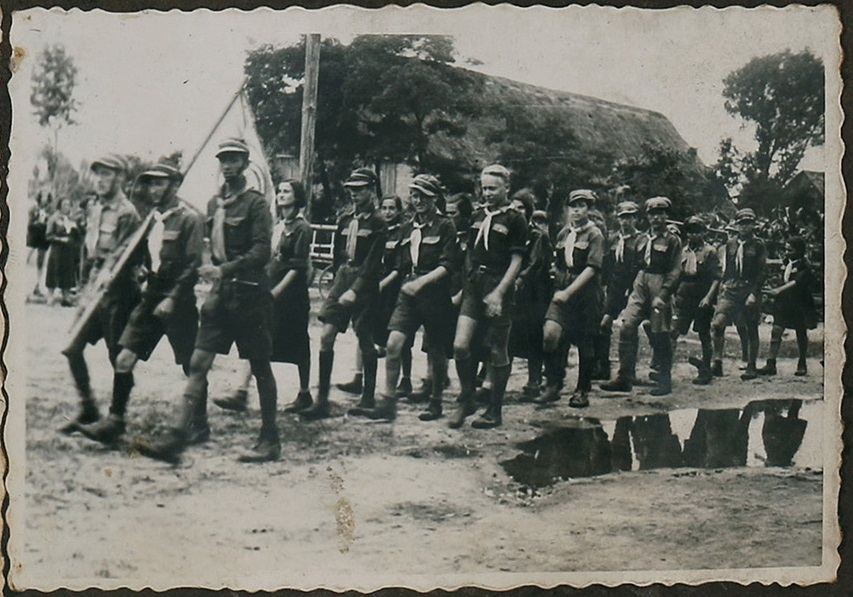
Członkowie Bejtaru na obozie letnim w Zakopanem

Powstały w 1923 roku w Rydze Bejtar był organizacją młodzieżową syjonizmu rewizjonistycznego, która miała odzwierciedlać ideę Żabotyńskiego o samoobronie żydowskiej w diasporze. Założeniem organizacji była działalność wychowawcza, kulturowa i wojskowa wśród młodzieży żydowskiej w Europie i na świecie. Miała ona kształtować tzw. „nowego Żyda”, który nie uosabiałby już cech słabego i bezbronnego Żyda z diaspory. Szczególne znaczenie miało działanie Bejtaru w II RP. Było to spowodowane dużą liczbą mniejszości żydowskiej (3 113 900 osób, wg spisu z 1931 roku), która zamieszkiwała miasta, a także miejscowości prowincjonalne i handlowe. Liczby te wraz z antysemityzmem polskich partii chłopskich i prawicowych czyniły z polskich Żydów zaplecze nowego ruchu. Żabotyński postrzegał pojęcie i zadania pioniera inaczej niż żydowska lewica. Fizyczna praca na roli była ważna i stanowiła wartość wychowawczą, ale równie istotne było wypełnianie zadań wynikających z potrzeb ruchu narodowego. Młodzieżówka miała charakter paramilitarny. Jego członkowie mieli cechować się nieskazitelną postawą moralną i duchową. Na obozach szkoleniowych wykładano hebrajską literaturę, poezję i kulturę. Wychowanie w Bejtarze miało kształtować patriotyczne postawy, oddanie państwu i narodowi. Od połowy lat 30. XX wieku organizacja zaczęła się radykalizować ze względu na brak postępów w kwestii utworzenia państwa żydowskiego przy pogarszającej się sytuacji Żydów w Europie. Do głosu w Bejtarze zaczęli dochodzić radykalni działacze, którzy postulowali walkę zbrojną o własne państwo i atak na Palestynę z morza. Doszło do nawiązania współpracy między młodzieżówką a Irgunem. Rozłam między Żabotyńskim a Bejtarem nastąpił w 1938 roku, kiedy na 3. Światowej Konferencji Bejtaru w Warszawie, ówczesny szef Bejtaru w Polsce Menachem Begin, wezwał rewizjonistów do postawy ofensywnej.

### Brit he-Chajal
Ruch afiliowany przy syjonizmie rewizjonistycznym. Został założony w Rzeczypospolitej Polskiej w 1933 roku i zrzeszał żydowskich weteranów Wojska Polskiego i Legionów. Brit he-Chajal miał być ideologicznym kontynuatorem Legionu Żydowskiego. W 1936 roku ruch miał na terenie całej Polsce aż 300 oddziałów i 20 000 członków. Działalność Brit he-Chajalu skupiała się głównie w Polsce, gdzie ruch był najsilniej rozwinięty. Jednak swoje przedstawicielstwa miał także w Stanach Zjednoczonych, Czechosłowacji i Mandacie Palestyny. Jego przeznaczeniem było szkolenie i zrzeszanie Żydów, którzy w przyszłości mieli stanowić rezerwę dla armii żydowskiej wzorowanej na Legionie Żydowskim.

### Nowa Organizacja Syjonistyczna

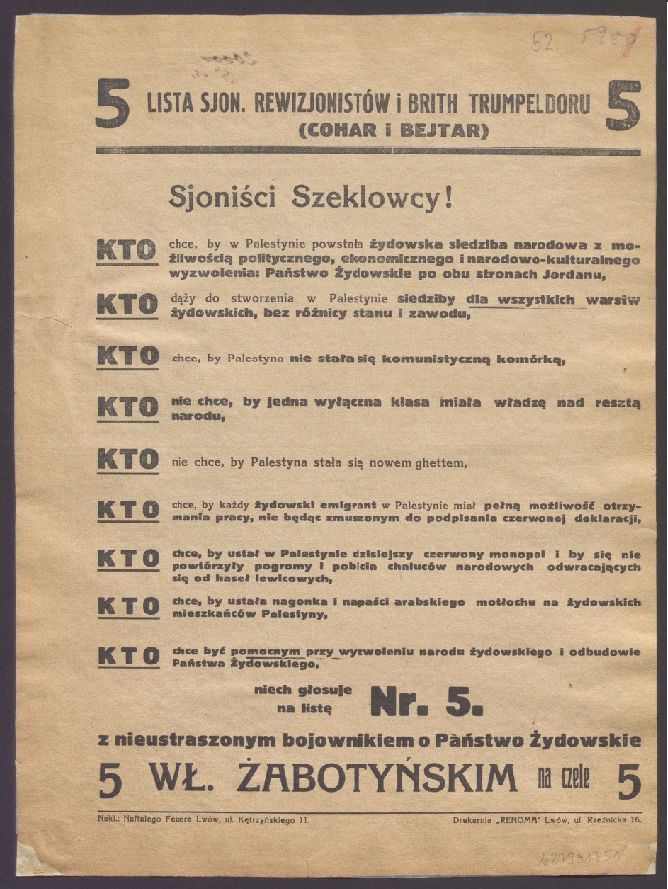
Ulotka wyborcza wspólnej listy Ha-Coharu i Betaru na 18. Kongres Syjonistyczny w 1933 roku w Pradze.

Organizacja powstała w 1935 roku w wyniku konfliktów, jakie powstały pomiędzy Żabotyńskim a kierownictwem Organizacji Syjonistycznej w latach 30. XX wieku. Głównymi elementem sporu była polityka egzekutywy syjonistycznej, która nie akceptowała próśb Żabotyńskiego o potrzebie rozpoczęcia masowej i jak najszybszej emigracji żydowskiej do Palestyny. Rewizjoniści nie zgadzali się z Waizmannem twierdzącym, iż można w sposób pokojowy żyć i współpracować z ludnością arabską. W 1931 roku na Kongresie Syjonistycznym nie zgodzono się z postulatem rewizjonistów chcących ustalić, że głównym celem syjonizmu powinno być utworzenie suwerennego państwa żydowskiego w ramach Mandatu Palestyny. W 1933 roku doszło do zabójstwa Chaima Arlosoroffa w Tel Awiwie, które doprowadziło do pogorszenia relacji pomiędzy rewizjonistami i socjalistami w Jiszuwie, na korzyść tych drugich. Napięte stosunki znalazły swój koniec w 1935 roku, kiedy doszło do referendum w ruchu rewizjonistycznym na temat, czy zostać w Organizacji Syjonistycznej, czy utworzyć oddzielne struktury. Wynik wskazał na utworzenie Nowej Organizacji Syjonistycznej. Działalność NOS skupiała się w II RP, gdzie rewizjonizm miał największe poparcie. Głównym pomysłem NOS było przetransportowanie 1,5 miliona Żydów z Europy do Palestyny w ciągu 10 lat. Szczególnie dobre relacje Żabotyński nawiązał z rządami Sanacji. Wykorzystano to, że rząd polski postrzegał masowe emigracje Żydów z kraju za element niwelujący napięcia polsko-żydowskie oraz mogący rozwiązać tzw. problem żydowski na prawicy. Z kolei rewizjoniści postrzegali to za możliwość poszerzania swoich wpływów wśród polskich Żydów. Dodatkowo w ramach współpracy pomiędzy władzami II RP a NOS była pomoc wojskowa pod postacią szkoleń dla Bejtaru i Irgunu oraz sprzedaży broni dla Irgunu w Palestynie. Po 1935 roku polskie MSZ uznało, że „stanowisko Polski niemal całkowicie pokrywa się ze stanowiskiem syjonistów–rewizjonistów” i zaczęto wydawać zgody na eksport uzbrojenia do Palestyny. Od 1936 roku do 1939 roku wysyłano na Bliski Wschód broń bez numerów i oznakowania, które pozwalałoby na identyfikację kraju pochodzenia. Do 1939 roku miano wyeksportować broń o wartości 1 500 000 złotych. Polska sprzedawała żydowskim aeroklubom związanym z podziemiem w Palestynie również samoloty i szybowce. Do września 1937 roku sprzedano pięć maszyn RWD (różnych typów). Śmierć Żabotyńskiego pozostawiła rewizjonistów bez charyzmatycznego przywódcy w ruchu syjonistycznym, co w rezultacie doprowadziło do wstąpienia NOS do Światowej Organizacji Syjonistycznej.

### Keren Tel Chaj
Keren Tel Chaj był funduszem powstałym po zamieszkach w Palestynie w 1929 roku w celu zbierania funduszy na zakup broni, szkoleń wojskowych, wspieranie „sportu obronnego”, przysposobienia zawodowego, działalności osadniczej w Palestynie i pomocy młodzieży żydowskiej w walce o niepodległe państwo żydowskie. Po 1929 roku fundusz przeznaczał pieniądze na boks, strzelectwo do celu, szermierkę i ju jitsu, a także wspierał edukację topografii czy pracy w polu. Po powstaniu Nowej Organizacji Syjonistycznej Keren Tel Chaj prezentowany był jako jedyny fundusz żydowskiego ruchu wolnościowego, który: dawał możliwość walki o stworzenie warunków do powstania państwa żydowskiego, wspierał żydowskich pionierów w Palestynie, wspierał działalność kolonizatorską i gospodarczą w Palestynie, wspierał duchowo i finansowo młodzież żydowską. Najbardziej w organizację działalności funduszu w terenie zaangażowany był Bejtar. Jednak działalność Keren Tel Chaj nie mogła się równać z działalnością i popularnością Keren Kajemet le-Israel. W latach 30. XX wieku apele o wsparcie funduszu i jego rozwój wystosował sam Żabotyński.

### Inne organizacje
W ramach ruchu rewizjonistycznego działały także inne organizacje:
- Brit ha-Chaszmonaim – religijna grupa harcerska sympatyzująca z rewizjonizmem[103],
- Brit Jeszurun – założona w 1933 roku organizacja Żydów ortodoksyjnych, działająca w ramach Unii Syjonistów Rewizjonistów. Pierwsi członkowie przyszli z ruchu Mizrachi. W 1935 roku miała już 7000 członków[103][104].
- Nordia – organizacja zrzeszająca młodzież sportową[104],
- El Al – związek studentów rewizjonistów na uniwersytetach w Hajfie i Jerozolimie. Działała w ramach Jawne we-Jodefat, czyli Narodowego Związku Nauczycieli Akademickich[103].
- Waraf – była związkiem rewizjonistycznych studentek, założonym w 1935 roku. W szczytowym momencie miała 4000 członkiń[103],
- Brit Awoda-Menora – organizacja powstała w 1934 roku. Miała ona na celu pozyskanie dla rewizjonizmu młodzieży żydowskiej, która już pracowała, ale nie była jeszcze zrzeszona politycznie, a także poddanie jej procesowi hebraizacji i przystosowania do realiów palestyńskich[105].
- Związek Młodzieży Syjonistów Rewizjonistów „Masada” w Polsce[106] – ze względu na to, że w Polsce rewizjonizm miał duże poparcie, a organizacje takie jak Bejtar czy Brit he-Chajal zajmowały się szeroką działalnością, to powołano w 1927 lub 1928 roku do życia organizację zajmującą się głównie młodzieżą uczącą się, której dyrekcje szkół stwarzały problemy lub zabraniały działalności w Bejtarze[107]. Masada organizowała obozy letnie, na których odbywały się szkolenia pod nadzorem instruktorów Bejtaru oraz wycieczki, wychowywała młodych w duchu rewizjonistycznym, aby w przyszłości stali się inteligencją i przyszłymi kadrami narodu żydowskiego[108][109].

## Rewizjonizm a faszyzm
Ja’akow Szawit pisze, iż wrogość rewizjonizmu wobec socjalistów oraz ich narodowy charakter sprzyjały postrzeganiu ruchu w latach 20. XX wieku jako faszystowski. Syjonistyczna lewica prezentowała się wówczas jako awangarda ludu, strażnik narodowych interesów, z kolei rewizjoniści jawili się jako rewolucyjny i reakcjonistyczny ruch. Największe obawy budziła działalność Żabotyńskiego w Organizacji Syjonistycznej. W wyborach lokalnych w Tel Awiwie największe poparcie rewizjoniści otrzymywali od ówczesnej klasy średniej, natomiast w Jiszuwie często głosy rewizjonistów pokrywały się z głosami lewicowej Achdut ha-Awoda. Według Szawita ogólny wizerunek ruchu Żabotyńskiego wynika z łączenia rewizjonistów z prawicą. W ówczesnej Europie do prawicy zaliczano również faszystów, nazistów i ruchy narodowe. To porównanie było bardzo często wykorzystywane przez syjonistyczną lewicę w Europie. Sam Ben Gurion określał rewizjonistów mianem „żydowskich faszystów”. Podobnie przedstawiano Irgun i Lechi jako nazistowskie ruchy. Stosunek samego Żabotyńskiego do faszystowskich Włoch został określony, przez Hillela Halkina, za ambiwalentny. Jednak stosunek do faszyzmu jako ideologii politycznej już nie. W 1926 roku Żabotyński miał pisać, że to bydło posiada liderów, z kolei cywilizowani ludzie już nie.

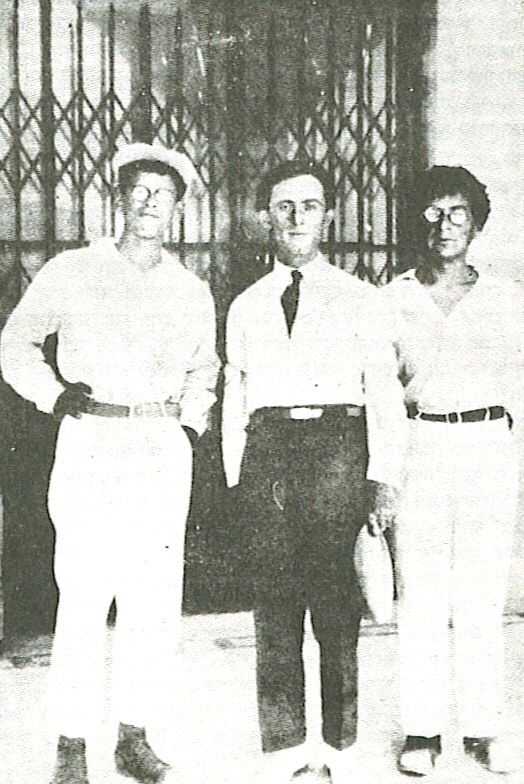
Główni działacze Brit ha-Birjonim. Od lewej: Abba Achimeir, Uri Cwi Grinberg i Jehoszu’a Jejwin.

Inne wrażenie można było odnieść, skupiając się na poszczególnych postaciach i odłamach rewizjonizmu. Szawit wskazuje, że palestyńskie, militarne skrzydło rewizjonizmu wykazywało podziw w stosunku do faszyzmu. Nie wynikało to jednak z prostej opozycji do komunizmu. Miało to jednak głębsze podłoże. Abba Achimeir postrzegał faszyzm włoski jako siłę, która tchnęła w młodzież nowego ducha, był to masowy ruch wyzwolenia narodowego. Dla Achimeira faszyzm stanowił alternatywę dla niebezpiecznego bolszewizmu i dekadenckiej demokracji. Uważał on, że syjonizm ma przynieść Żydom wyzwolenie narodowe, podobnie jak faszyzm. Wyzwolenie to miało odbyć się poprzez industrializację i modernizację. W związku z tym, że militaryzm palestyńskich rewizjonistów zyskiwał popularność wśród europejskich rewizjonistów, to w prasie związanej z Bejtarem można znaleźć wiele pozytywnych słów na temat włoskich faszystów. W Palestynie Achimeir był przywódcą ruchu Brit ha-Birjonim, który głównego wroga widział w socjalistach i komunistach. Grupa nawiązywała tradycjami do Sykariuszy i Zelotów. Postrzegana była przez żydowską lewicę w Jiszuwie za ruch hitlerowski, mimo że brał on udział w antynazistowskich zamieszkach w Jerozolimie w 1933 roku. Żabotyński podziwiał ferwor grupy, a mimo to potępiał publiczne uwielbienie Achimeira dla faszyzmu.
Szawit podkreśla, że rozciągnięty na cały ruch rewizjonistyczny pogląd o faszystowskich sympatiach wynikał w dużej mierze z pism i artykułów intelektualistów rewizjonistycznych, którzy uważali faszyzm za pozytywny ruch narodowy. Dodatkowo militaryzm Bejtaru wraz z jego umundurowaniem i oddaniem idei państwa jako centralnego elementu życia narodu mógł rodzić wrażenie podobieństwa z faszyzmem.
Po dojściu Hitlera do władzy w 1933 roku część maksymalistów wierzyła, że rewizjoniści mogą wyciągnąć wnioski ze sposobu, w jaki naziści doszli do władzy. Zanim jeszcze naziści doszli do władzy, to działacz Brit ha-Birjonim Jehoszua Jejwin przedstawiał ich jako przykład ruchu narodowowyzwoleńczego na równi z ruchem Garibaldiego, Piłsudskiego, Legionów i Sokoła z Czechosłowacji. Uważano nawet, że rządy nazistów doprowadzą do przebudzenia niemieckich Żydów i nakłonią ich do wyjazdu. Żabotyński jednak przestrzegał rewizjonistów przed Hitlerem. Twierdził bowiem, iż podstawą niemieckiego nazizmu jest antysemityzm – ideologia, która przyniosła Żydom wiele cierpienia. Dopiero w momencie, kiedy naziści zaczęli wprowadzać antysemickie ustawodawstwo, to maksymaliści poparli apele Żabotyńskiego. Wielu z nich wzięło udział w atakach na niemieckie placówki dyplomatyczne, firmy i biura w Jerozolimie i Hajfie. Sam przywódca rewizjonistów postrzegał maksymalistów jako ludzi, którzy opuścili tradycję żydowską na rzecz rewolucyjnych teorii. Shindler uważa jednak, że zainteresowanie maksymalistów nazizmem doprowadziło do trwałego określenia rewizjonistów mianem żydowskich faszystów.
Jacob de Haas, jeden z przewodniczących kongresu założycielskiego NOS opisał swoich towarzyszy jako niechętnych demokracji i komunizmowi, ale nie byli oni też faszystami, mieli być „tylko antydemokratami”. Jednak Wolfgang von Weisl, skarbnik NOS, stwierdził, że rewizjoniści mimo różnic między sobą, w większości sympatyzowali z włoskim faszyzmem. Część z nich cieszyła się ze zwycięstwa politycznego Mussoliniego na Półwyspie Apenińskim, a później także po kampanii w Abisynii.

## Prasa rewizjonistyczna
Jak każdy ruch polityczny rewizjonizm posiadał własne tytuły prasowe, na których łamach pisali lokalni lub też światowi działacze. Promowano w nich idee całego ruchu lub też poszczególnych frakcji. Gazety te wychodziły w różnych językach: polskim, hebrajskim i jidysz. Wśród pierwszych były: „Chad Ness”, „Jerozolima Wyzwolona” i „Trybuna Narodowa” (wszystkie trzy wydawane w II RP). W hebrajskim ukazywały się: „Chazit ha-Am” i „Ha-Maszkif” (obie wydawane w Mandacie Palestyny/Izraelu). Z kolei w jidysz ukazywała się „Di Tat” (wydawana w II RP).